# Козацька сільська рада (Звенигородський район)
Коза́цька сільська́ ра́да — адміністративно-територіальна одиниця та орган місцевого самоврядування у Звенигородському районі Черкаської області. Адміністративний центр — село Козацьке.

## Загальні відомості
- Населення ради: 1 853 особи (станом на 2001 рік)

## Населені пункти
Сільській раді були підпорядковані населені пункти:
- с. Козацьке

## Склад ради
Рада складалася з 16 депутатів та голови.
- Голова ради:
- Секретар ради: Матвієвська Ольга Василівна

### Керівний склад попередніх скликань
| Прізвище, ім'я, по батькові | Основні відомості                                                               | Дата обрання | Дата звільнення |
| --------------------------- | ------------------------------------------------------------------------------- | ------------ | --------------- |
| Кочерга Валерій Григорович  | Сільський голова, 1959 року народження, освіта середня спеціальна, безпартійний | 26.03.2006   | 31.10.2010      |
| Кочерга Валерій Григорович  | Сільський голова, 1959 року народження, освіта середня спеціальна, безпартійний | 31.10.2010   | 06.10.2014      |

Примітка: таблиця складена за даними сайту Верховної Ради України

### Депутати
За результатами місцевих виборів 2010 року депутатами ради стали:

#### За суб'єктами висування
| Суб'єкт висування | Кількість обраних депутатів | %   |
| ----------------- | --------------------------- | --- |
| Самовисування     | 16                          | 100 |

#### За округами
| № округу | Прізвище, ім'я, по батькові    | Дата визнання обраним | Освіта  | Партійна приналежність | Відомості про обраного депутата                    |
| -------- | ------------------------------ | --------------------- | ------- | ---------------------- | -------------------------------------------------- |
| 1        | Лисенко Таїса Петрівна         | 03.11.2010            | вища    | позапартійна           | пенсіонер                                          |
| 2        | Циба Лілія Петрівна            | 03.11.2010            | середня | позапартійна           | приватний підприємець, продавець                   |
| 3        | Лисенко Оксана Володимирівна   | 03.11.2010            | вища    | позапартійна           | Козацька сільська рада, головний бухгалтер         |
| 4        | Полянський Олексій Семенович   | 03.11.2010            | вища    | позапартійний          | ДП «Звенигородське ЛГ», лісничий                   |
| 5        | Красюк Михайло Михайлович      | 03.11.2010            | вища    | позапартійний          | СВК «Козацьки», завідувач МТФ                      |
| 6        | Кут Лідія Миколаївна           | 03.11.2010            | вища    | позапартійна           | Козацька сільська рада, землевпорядник             |
| 7        | Різник Майя Дмитрівна          | 03.11.2010            | вища    | позапартійна           | СВК «Козацьке», обліковець                         |
| 8        | Мельниченко Анатолій Демидович | 03.11.2010            | вища    | позапартійний          | пенсіонер                                          |
| 9        | Ямковий Анатолій Олексійович   | 03.11.2010            | вища    | позапартійний          | Козацька загальноосвітня школа І-ІІІ ст., вчитель  |
| 10       | Коваленко Сергій Олексійович   | 03.11.2010            | вища    | позапартійний          | Козацька загальноосвітня школа І-ІІІ ст., директор |
| 11       | Іванова Наталія Миколаївна     | 03.11.2010            | середня | позапартійна           | пенсіонер                                          |
| 12       | Пиляй Людмила Іванівна         | 03.11.2010            | вища    | позапартійна           | Козацька лікарська амбулаторія, медична сестра     |
| 13       | Процик Тетяна Григорівна       | 03.11.2010            | вища    | позапартійна           | СВК «Козацьке», повар дитсадка                     |
| 14       | Солом'яна Віра Вадимівна       | 03.11.2010            | середня | позапартійна           | Звенигородський центр, соціальний працівник        |
| 15       | Тараєв Віктор Володимирович    | 03.11.2010            | середня | позапартійний          | СВК «Козацьке», завідувач гаражу                   |
| 16       | Матвієвська Ольга Василівна    | 03.11.2010            | вища    | позапартійна           | Козацька сільська рада, секретар                   |